# Jacek Fafiński
Jacek Fafiński (Lubawa, 21 de octubre de 1970) es un deportista polaco que compitió en lucha grecorromana.
Participó en los Juegos Olímpicos de Atlanta 1996, obteniendo la medalla de plata en la categoría de 90 kg.

## Palmarés internacional
| Juegos Olímpicos | Juegos Olímpicos         | Juegos Olímpicos | Juegos Olímpicos |
| Año              | Lugar                    | Medalla          | Categoría        |
| ---------------- | ------------------------ | ---------------- | ---------------- |
| 1996             | Atlanta (Estados Unidos) | Medalla de plata | 90 kg            |